# Računarska kreativnost
Računarska kreativnost (poznat i kao veštačka kreativnost, mehanička kreativnost, kreativno računarstvo ili kreativno računanje) je multidisciplinarni poduhvat koji se nalazi na raskrsnici oblasti veštačke inteligencije, kognitivne psihologije, filozofije i umetnosti (npr. računarska umetnost kao deo računarske kulture).
Cilj računarske kreativnosti je modelovanje, simulacija ili replikovanje kreativnosti pomoću računara, da bi se postigao jedan od nekoliko ciljeva:
- Da se napravi program ili računar sposoban za kreativnost na nivou čoveka.
- Da bolje razume ljudska kreativnost i da se formuliše algoritamska perspektiva kreativnog ponašanja kod ljudi.
- Da se dizajniraju programi koji mogu da unaprede ljudsku kreativnost, a da sami ne moraju biti kreativni.

Oblast računarske kreativnosti bavi se teorijskim i praktičnim pitanjima u proučavanju kreativnosti. Teorijski rad na prirodi i pravilnom definisanju kreativnosti izvodi se paralelno sa praktičnim radom na implementaciji sistema koji ispoljavaju kreativnost, pri čemu jedan deo rada informiše drugi.
Primenjeni vid računarske kreativnosti poznat je kao medijska sinteza.

## Teorijska pitanja
Teorijski pristupi se bave suštinom kreativnosti. Posebno, pod kojim okolnostima je moguće nazvati model „kreativnim“ ako se eminentna kreativnost odnosi na kršenje pravila ili odricanje od konvencije. Ovo je varijanta prigovora Ade Lavlejs na mašinsku inteligenciju, kako su je rekapitulirali moderni teoretičari kao što je Tereza Amabil. Ako mašina može da radi samo ono za šta je programirana, kako se njeno ponašanje uopšte može nazvati kreativnim?
Međutim, ne bi se svi kompjuterski teoretičari složili sa pretpostavkom da računari mogu da rade samo ono za šta su programirani — što je ključna tačka u korist računarske kreativnosti.

## Definisanje kreativnosti u računarskom smislu
Pošto se čini da nijedna perspektiva ili definicija ne nudi potpunu sliku kreativnosti, istraživači veštačke inteligencije Njuel, Šo i Sajmon razvili su kombinaciju novine i korisnosti kao kamen temeljac višestrukog pogleda na kreativnost, koji koristi sledeća četiri kriterijuma za kategorizaciju datog odgovora ili rešenja kao kreativnog:
- Odgovor je nov i koristan (bilo za pojedinca ili za društvo)
- Odgovor zahteva da se odbace ideje koje su ranije prihvaćene
- Odgovor je rezultat intenzivne motivacije i upornosti
- Odgovor dolazi iz razjašnjenja problema koji je prvobitno bio nejasan

Dok gore navedeno odražava pristup računarskoj kreativnosti od vrha prema dole, razvio se i alternativn pristup (odozdo prema gore) među kompjuterskim psiholozima uključenim u istraživanja veštačkih neuronskih mreža. Tokom kasnih 1980-ih i ranih 1990-ih, na primer, takvi generativni neuronski sistemi su bili vođeni genetskim algoritmima. Eksperimenti koji uključuju rekurentne mreže bili su uspešni u hibridizaciji jednostavnih muzičkih melodija i predviđanju očekivanja slušalaca.

## Literatura
- An Overview of Artificial Creativity Архивирано 2008-03-25 на сајту  on Think Artificial
- Cohen, H., "the further exploits of AARON, Painter" Архивирано 2008-04-19 на сајту , SEHR, 4  (2):: Constructions of the Mind, 1995

## Spoljašnje veze
- Noorderlicht: Margaret Boden and Stephen Thaler on Creative Computers on Archive.org
- In Its Image on Archive.org